# Kłosy (журнал)

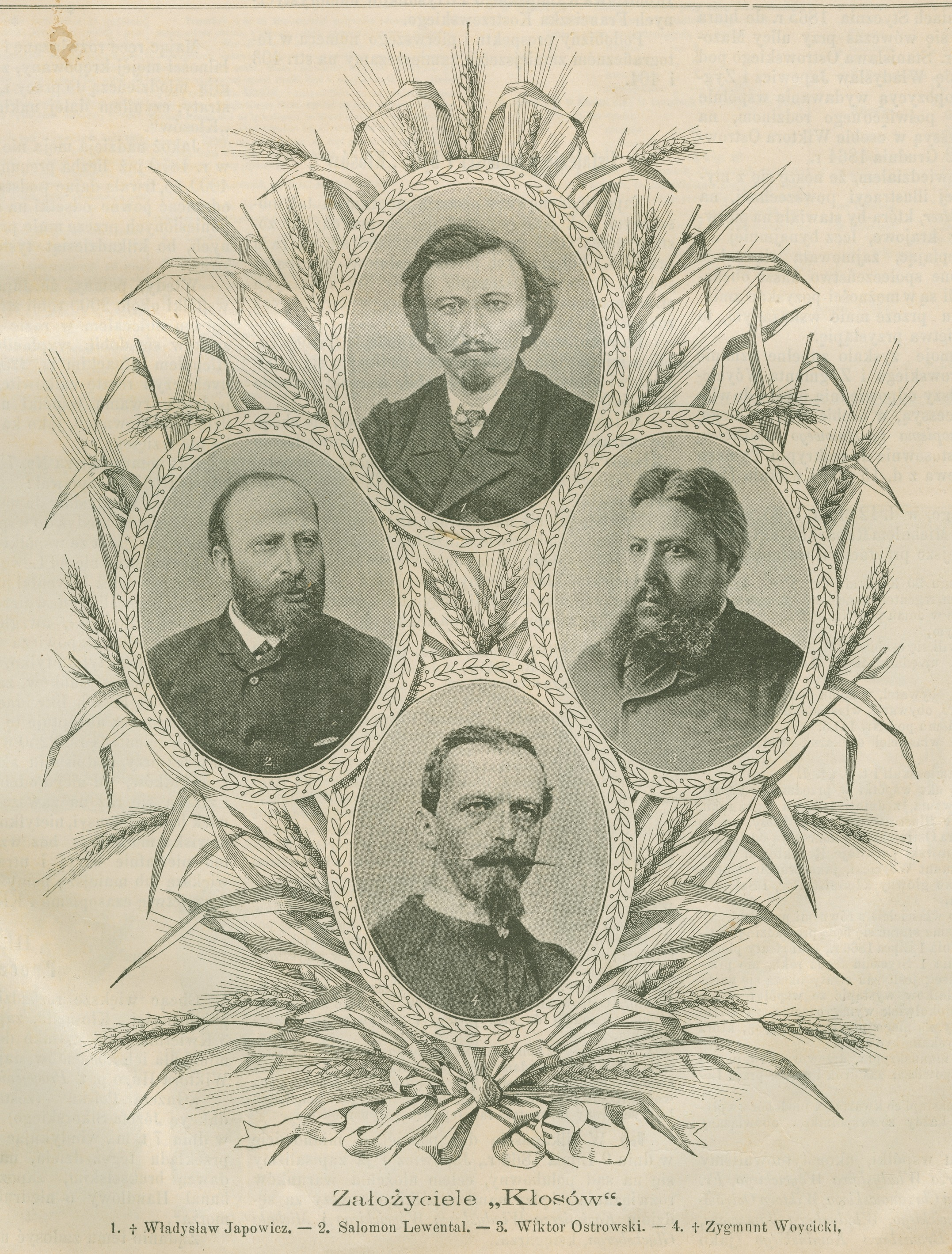
Основатели журнала «Kłosy»: 1. Владислав Япович 2. Франтишек Салези Левенталь 3. Виктор Островский 4. Зигмунт Вуйчицкий

«Kłosy» (рус. Колосья) полное название «Колосья. Еженедельный иллюстрированный журнал, посвящённый литературе, науке и искусству» — общепольский литературно-художественный и общественно-политический иллюстрированный еженедельный журнал, печатавшийся в Варшаве в 1865—1890 годах.
Журнал, выходивший с 5 июля 1865 года, специализировался на социально-культурной и научно-популярной тематике. В журнале публиковал рецензии на книги и короткие литературные произведения ведущих польских писателей того времени. Также публиковал, хотя и реже, исторические статьи.
Среди авторов журнала были Юзеф Игнаций Крашевский, Адам Аснык, Элиза Ожешко, Мария Конопницкая, Густав Мантейфель,  Людомир-Людвик Щербович-Вечор, Юзеф Хамец, Янка Лучина.

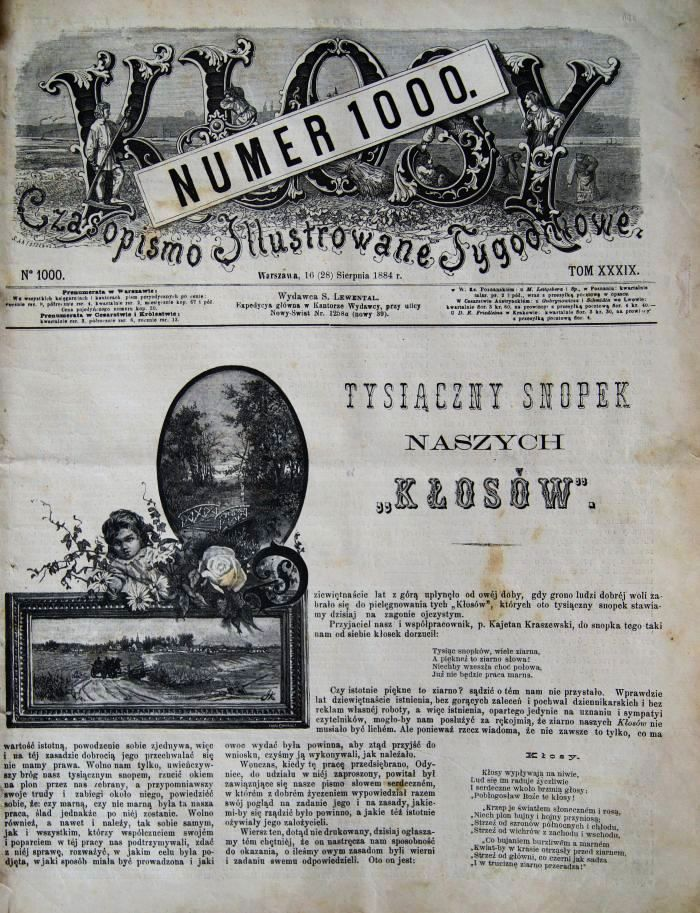
1000-й номер журнала

С журналом сотрудничали художник Францишек Костшевский, автор сатирических рисунков и карикатур, художник и резчик по дереву Юзеф Холевиньский, Эразм Фабиянский, Юзеф Балукевич, Александр Регульский, а также Альфред Веруш-Ковальский , Анна Билинская. Отделом литературной критики заведовал Казимир Кашевский. 
В 1875—1879 годах соредактором, а в 1879—1890 годах — редактором журнала был Адам Плуг.
В журнале также освещались текущие социальные и экономические событиях в Царстве Польском.
Распространялся не только в Польше, но и на территории Российской империи.